# 锡布灵 (佛罗里达州)
锡布灵（英語：Sebring）是美国佛罗里达州高地縣下属的一座城市。建立于1924年。面积约为28.5平方公里（约合11平方英里）。根据2020年美國人口普查，该市有人口10,729人。论人口在本州排行第158。